# Шибляк

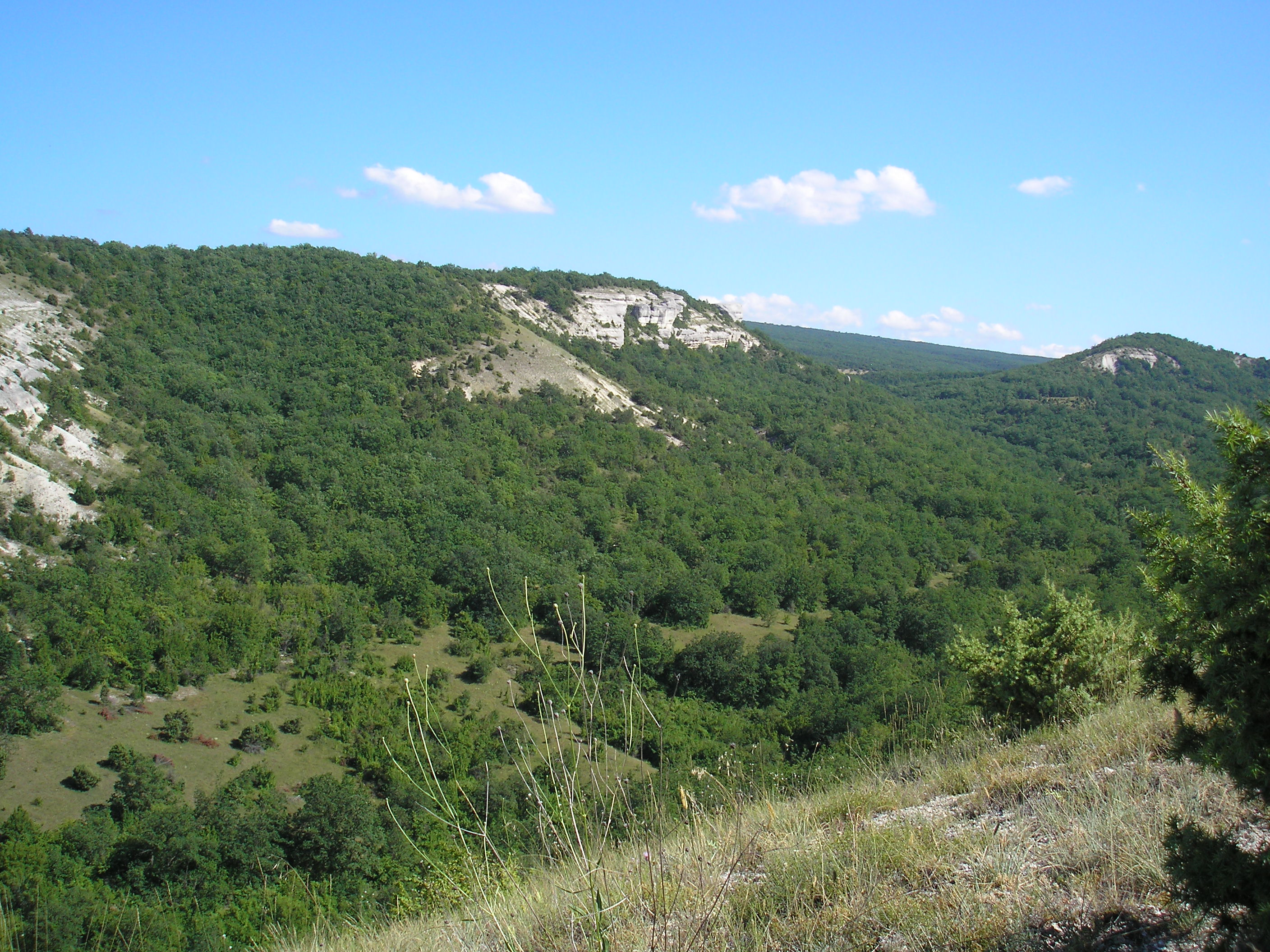
Шибляк

Шибляк — тип середземноморської рослинності, що складається з листопадних, часто засухостійких, чагарників і низькорослих дерев висотою близько 3-4 метрів. Поширений в країнах північного Середземномор'я — на півдні Франції та на Балканах, в гірському Криму, на Кавказі. Складається, в основному, з важкопрохідних заростей дуба пухнастого (Quércus pubéscens), скельного (Quércus pétraea), грабинника (Carpinus orientalis), глоду (Crataégus), шипшини (Rósa), держидерева (Paliurus spina-christi), різних видів ялівцю (Juníperus) і подібних рослин.
Виник шибляк в неогені в Стародавньому Середземномор'ї. У наш час в основному виростає на місці зведених лісів передгір'їв та низин.
Назва шибляк походить від сербохорватського «шибљак».